# Новые горизонты (группа художников)

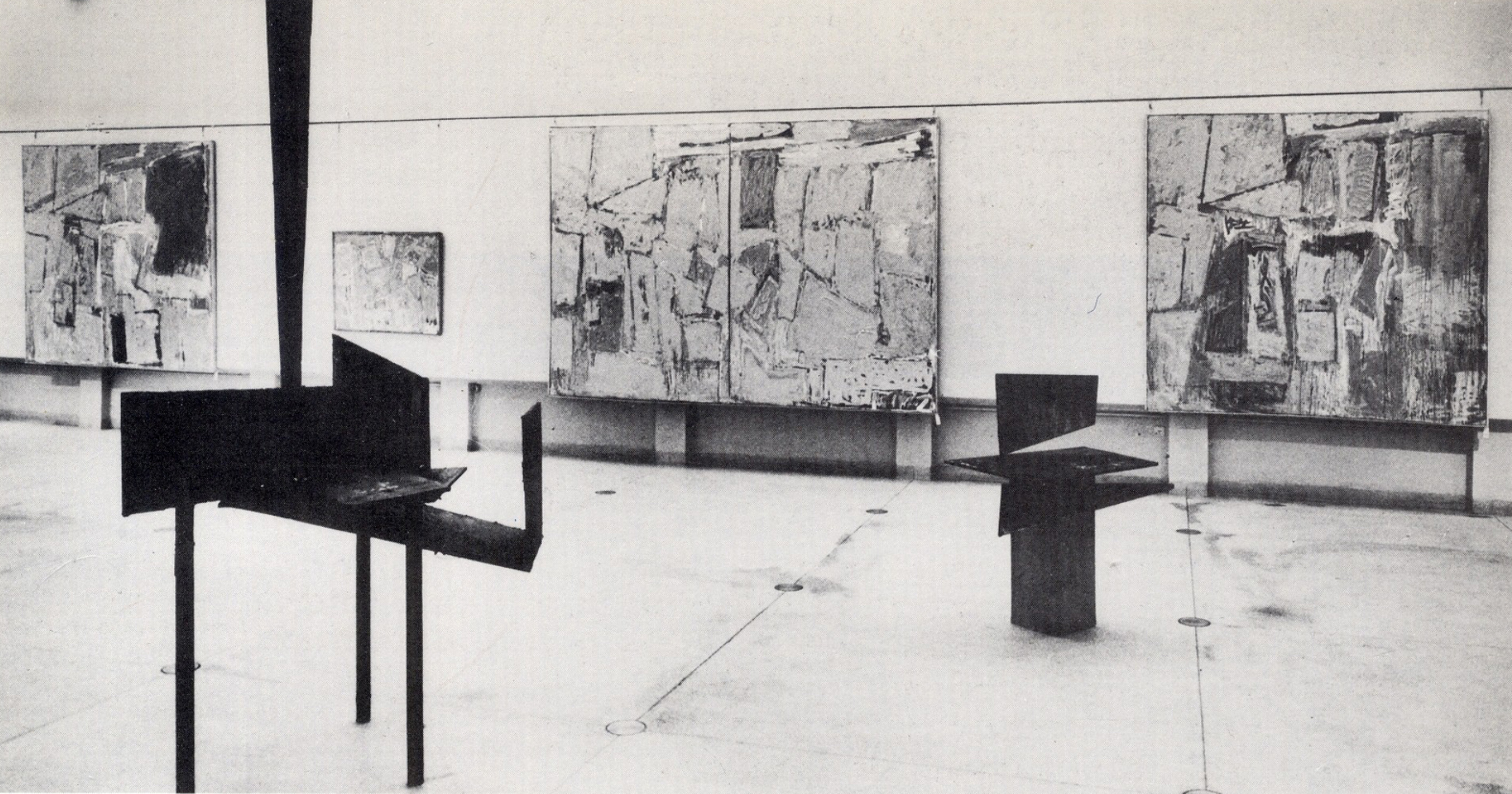
Работы Иосифа Зарицкого
и Ицхака Данцигера.
9-я выставка «Новых горизонтов».
Тель-Авивский музей изобразительных искусств, апрель 1959 года

«Новые горизонты» (ивр. אופקים חדשים‎) — группа израильских художников, принимавших активное участие в культурной жизни страны в период 1948—1963 годов и стремившихся поощрять влияние международного искусства на изобразительное искусство Израиля. Представители группы внесли значительный вклад в разработку художественного абстракционистского стиля в живописи и лирической скульптуре.

## Создание «Новых горизонтов»
После создания государства в 1948 году в Израиле продолжала действовать «Ассоциация художников и скульпторов Израиля» (созданная как «Еврейская ассоциация художников»). Она организовывала различные групповые выставки начиная с 1923 года. Это были эклектичные выставки, в рамках которых экспонировались многие произведения искусства различных художественных уровней. Наряду с этими выставками периодически проводились различные групповые выставки на коммерческой или художественной основе.
Одна из таких выставок — «Выставка восьми» — состоялась в декабре 1942 года в здании театра «Габима». На этой выставке были представлены произведения Арье Ароха, Аарона Гилади, Цви Меировича, Авраама Натуна (Натансона), Авигдора Стемацкого и Иезекииля Штрайхмана. Работы другого скульптора, Дова Фейгина, появились в каталоге, но не были выставлены на выставке. Ещё одна выставка — «Выставка семи» — с участием Ароха, Гилади, Меировича, Натуна, Штрайхмана, Якова Векслера и Иосифа Зарицкого, состоялась в 1947 году в Тель-Авивском музее изобразительных искусств. Эти художники стремились к созданию современного и оригинального стиля под влиянием европейского искусства. На выставках, хотя и не была отражена определённая художественная среда, была заметна тенденция подчеркнуть художественные средства. Кроме того, эти выставки символизировали определённую отчуждённость и «положительную реакцию» художников на «общий режим» […], который способствовал размытости границ и размеров, чтобы навязать посредственность.
Повод для создания в общей ассоциации альтернативной группы появился в 1948 году, когда израильские художники были приглашены на Венецианскую биеннале для представления выставки в итальянском павильоне. Зарицкий, который в то время исполнял обязанности председателя ассоциации, решил составить список участников по своему усмотрению. Это вызвало скандал на Генеральной ассамблее ассоциации, проходившей в доме Хаима Гликсберга. В ходе встречи было принято решение об исключении Зарицкого из ассоциации. В ответ на обвинения несколько художников, в том числе Моше Кастель, Штрайхман и Йонатан Саймон, объявили о своём уходе из ассоциации и предложили Зарицкому создать независимую группу.
Первой акцией пятнадцати отделившихся художников был бойкот общей выставки художников Израиля, инициированный в новом Доме Художника в Тель-Авиве. 2 июля 1948 года группа выступила с заявлением, опубликованным в газете «Ха-Арец», в котором утверждалось, что ассоциация должна выделять достижения еврейской живописи, а не «погружаться в посредственность». 9 ноября 1948 года в Тель-Авиве была открыта новая выставка группы под названием «Новые горизонты». Согласно одной из версий, название группе было присвоено Хаимом Гамзу. Другая версия, основанная на воспоминаниях Зарицкого и Векслера утверждает, что автором названия группы был Авраам Шлёнский. Работы пятнадцати участников не отразили единства эстетического восприятия или стиля, но сама выставка была воспринята как желание изменить характер локального искусства.
В январе 1950 года группа, уже представившая в 1949 году две дополнительные выставки, сформулировала устав с обновленной версией своей цели: «Содействие подлинному пластичному искусству при обеспечении высокого уровня и идентификации современного искусства, несущего в себе идею прогресса».

## Художественный стиль
Из трёх выдающихся художников (Иосиф Зарицкий, Иезекииль Штрайхман и Авигдор Стемацкий), наиболее значительным был Иосиф Зарицкий — главный художник и идеолог группы. В состав группы входили многие другие художники (как учредители, так и члены). Среди них нужно отметить Хаима Киву, Мордехая Ариэли, Авигдора Луэйзаду, Пинхаса Абрамовича, Аарона Кахану, Цви Меировича, Марселя Янко, Моше Кастеля, Дова Фейгина, Йехиэля Шеми, Якова Векслера, Роберта Базу, Авешалома Окаши, Моше Пропеса и других.
Основным отличием группы был разработанный её членами подход, базирующийся на универсальном предпочтении прогресса, а не на идеологической уникальной платформе. Несмотря на авангардистские особенности группы, она была принята, и её члены стали представителями государства. Предпочитая «универсальное» «локальному», искусство представителей группы повлияло на всю художественную деятельность в стране. Зарицкий писал в первом каталоге выставки группы, что её цел, ю является «объяснить аудитории пути и формы нового искусства, привить ей эти реальные ценности, и таким образом она сможет усвоить их и двигаться вперёд вместе с нами».
Источником сильного влияния на искусство представителей группы было европейское абстрактное искусство, и особенно французское искусство Пикассо и Жоржа Брака, которые были пионерами абстракционизма. Стремление к универсализму привело художников к искусству авангарда. Это искусство базировалось на основных элементах и «чистых» рисунках: линиях, текстуре, цвете, композиции. Движение «Новые горизонты» представило локальную версию стиля абстрактной живописи, развивавшейся в Европе и Соединенных Штатах в течение продолжительного периода времени. Большая часть группы не достигла «чистого» абстрактного искусства, представив абстрактные произведения, близкие местному ландшафту.
Выразительный стиль живописи группы часто отражал различные национальные особенности. Художник Иосеф Зарицкий создал в эти годы, например, серию картин с названиями городов и кибуцев, такие как «Йехиам» (1951) и «Нан» (1950—1952), используя для изображения ландшафта стиль формальной абстракции. Дов Фейгин создал абстрактную скульптуру «Маяки» (1956), а Марсель Янко разработал образный выразительный стиль, применив его в своих работах «Солдаты» и «Сирены». Другие, такие как Моше Кастель и Аарон Кахана, добавили к стилю восточные мотивы под влиянием ханаанейского искусства.
В значительной степени преобладание абстрактного стиля в произведениях художников группы было скомпенсировано произведениями фигуративного искусства.

## Члены группы
- Аарон Кахана[ивр.]
- Арье Арох
- Авигдор Луэйзада[ивр.]
- Пинкас Абрамович[ивр.]
- Мордехай Ариэли[ивр.]
- Ицхак Данцигер
- Яков Векслер[ивр.]
- Иосиф Зарицкий
- Авигдор Стемацкий
- Йонатан Саймон[ивр.]
- Моше Пропес[ивр.]
- Роберт База[ивр.]
- Рут Царфати[ивр.]
- Хаим Кива[ивр.]
- Моше Кастель
- Иезекииль Штрайхман[ивр.]
- Моше Стерншус[ивр.]
- Йехиэль Шеми[ивр.]
- Дов Фейгин
- Авешалом Окаши[ивр.]